# Tomioka Hachiman-gū
Tomioka Hachiman-gū (jap. 富岡八幡宮) – chram shintō w Tokio, w dzielnicy Kōtō, w Japonii, największy tokijski ośrodek kultu Hachimana. Znany jest także pod nazwą Fukagawa no Hachiman-sama.

## Historia
Teren zajmowany przez obecny chram był kiedyś wyspą Eitai-jima na morzu (zatoka morska była stopniowo zasypywana i wyspę połączono z lądem). Na tej wyspie pewien arystokrata z Kioto ustawił posąg Hachimana, kami wojny i sztuki walki. W 1627 powstał w tym miejscu chram, który od 1651 stał się sanktuarium czczonym przez miejscowych kupców. Był on wielokrotnie niszczony przez pożary i odbudowywany.
Chram jest ściśle związany z historią sumo w Japonii. W końcu XVII wieku odbyły się tu pierwsze zawody kanjin-zumō, zapasów wykonywanych po zebraniu pieniędzy od publiczności. Służyły one m.in. finansowaniu napraw i budowy chramów shintō i świątyń buddyjskich. Z biegiem lat doprowadziło to stopniowo do wypracowania dzisiejszej formy sumo jako zawodowego sportu. Na terenie chramu znajduje się kilka pomników upamiętniających ważne wydarzenia w historii tego sportu.

## Opis
Na terenie chramu znajdują się dwa „boskie palankiny mikoshi służące do przenoszenia kami”. Większy i najcenniejszy w Japonii – poświęcony w 1991 roku – nazywany jest „Ichi-no-miya”. Waży 4,5 tony, ma ponad 4 m wysokości, jest obity złotą blachą i ozdobiony diamentami, szafirami i rubinami. Wyceniany jest na ponad 1 mld JPY (czyli ponad 8 mln USD). Jest on jednak zbyt ciężki do noszenia w czasie festiwali i uroczystości. Z tego powodu w 1997 roku wykonano mikoshi o nazwie „Ni-no-miya” Mikoshi o wysokości 3,3 metra i wadze 2 ton. Może on być noszony przez uczestników matsuri.
Każdego 1, 15 i 28 dnia miesiąca na terenie chramu odbywają się ceremonie o charakterze modlitewnym w celu wyrażenia wdzięczności bogom (ofiarowanie żywności) i prośby o dobrobyt wiernych. Jest w tym czasie organizowany także jarmark, a w dniach 15 i 28 od wczesnego rana do zachodu słońca można sprzedawać tam swoje niepotrzebne przedmioty (pchli targ). Natomiast wielki festiwal Fukagawa Hachiman Matsuri, jeden z najważniejszych festiwali shintō w Tokio, odbywa się w połowie sierpnia, ale tylko raz na 3 lata. Wówczas w głównym pochodzie niesione jest aż 53 mikoshi. Ten festiwal nazywa się też Mizukake Matsuri (Święto Polewania Wodą), ponieważ publiczność oblewa wodą ludzi niosących mikoshi.
Na terenie chramu znajduje się pomnik kartografa Tadataki Inō (1745–1818). Był pierwszym, który przeszedł całą Japonię, tworząc pierwszą, pełną mapę kraju. Jej precyzja wykonania budzi zaskoczenie również obecnie.
Specjalnością chramu jest wykonywanie przez kapłanów rytuałów ochronnych nad samochodami, aby zapewnić ich kierowcom bezpieczną jazdę.

## Galeria

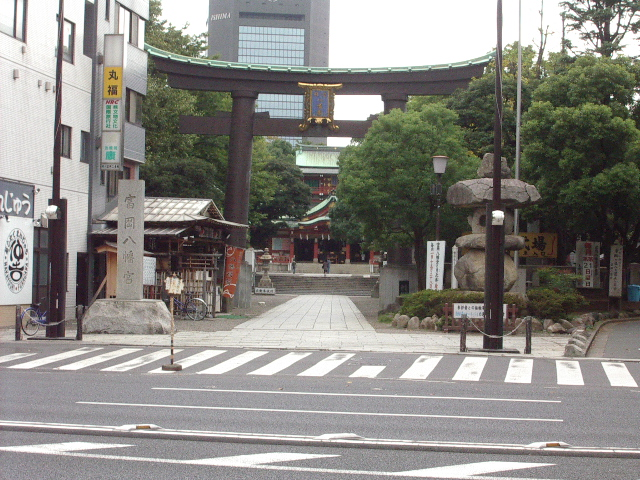
Torii prowadząca do chramu
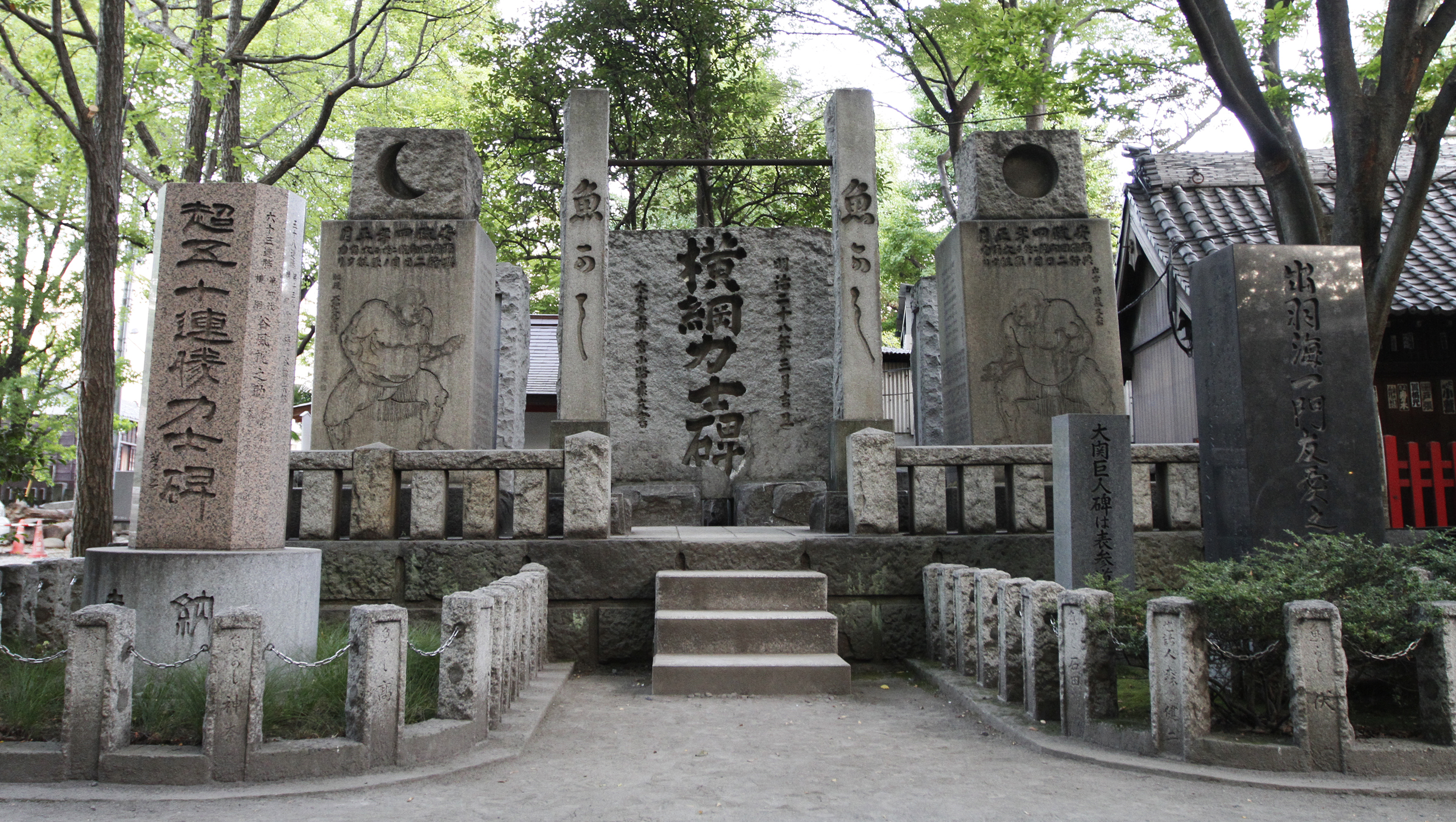
Pomniki mistrzów sumo na terenie chramu
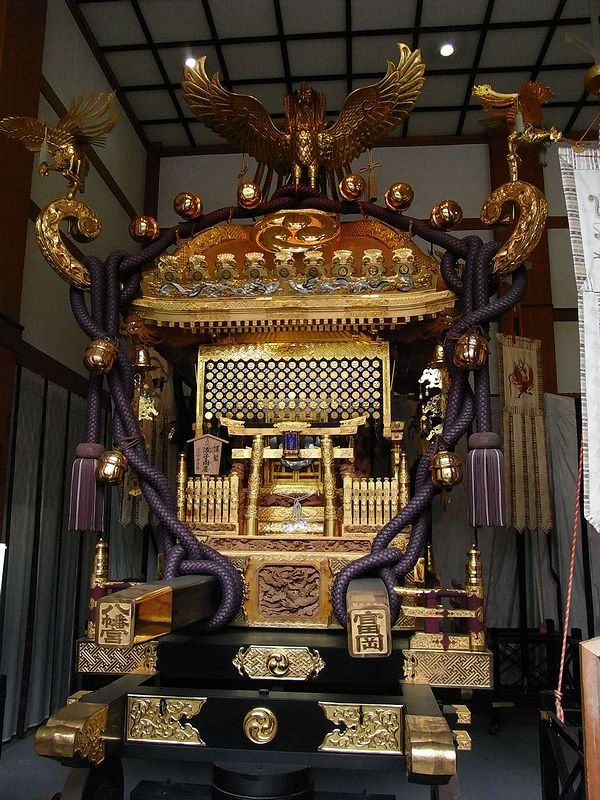
„Ichi-no-miya”
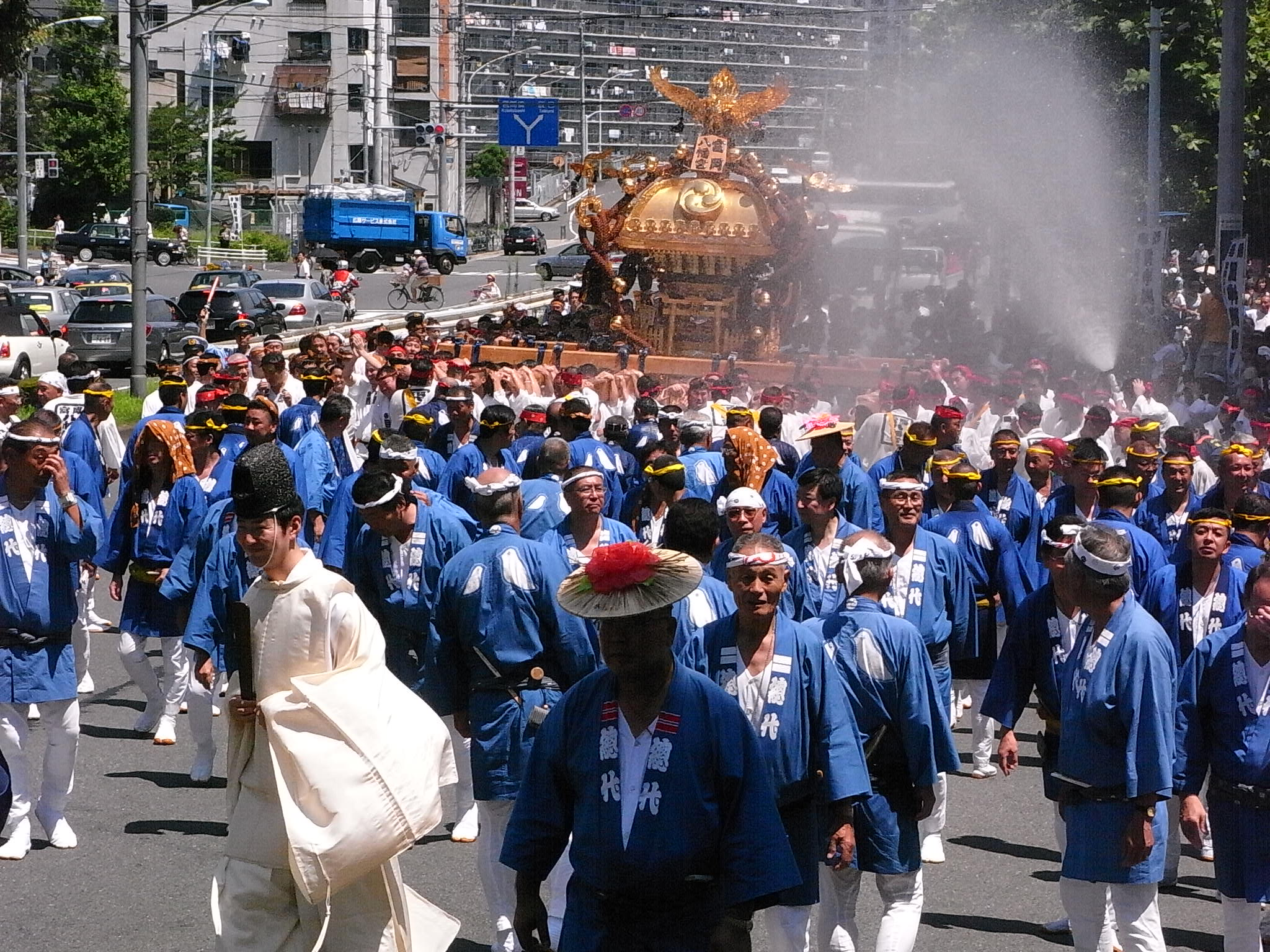
Mikoshi w trakcie parady
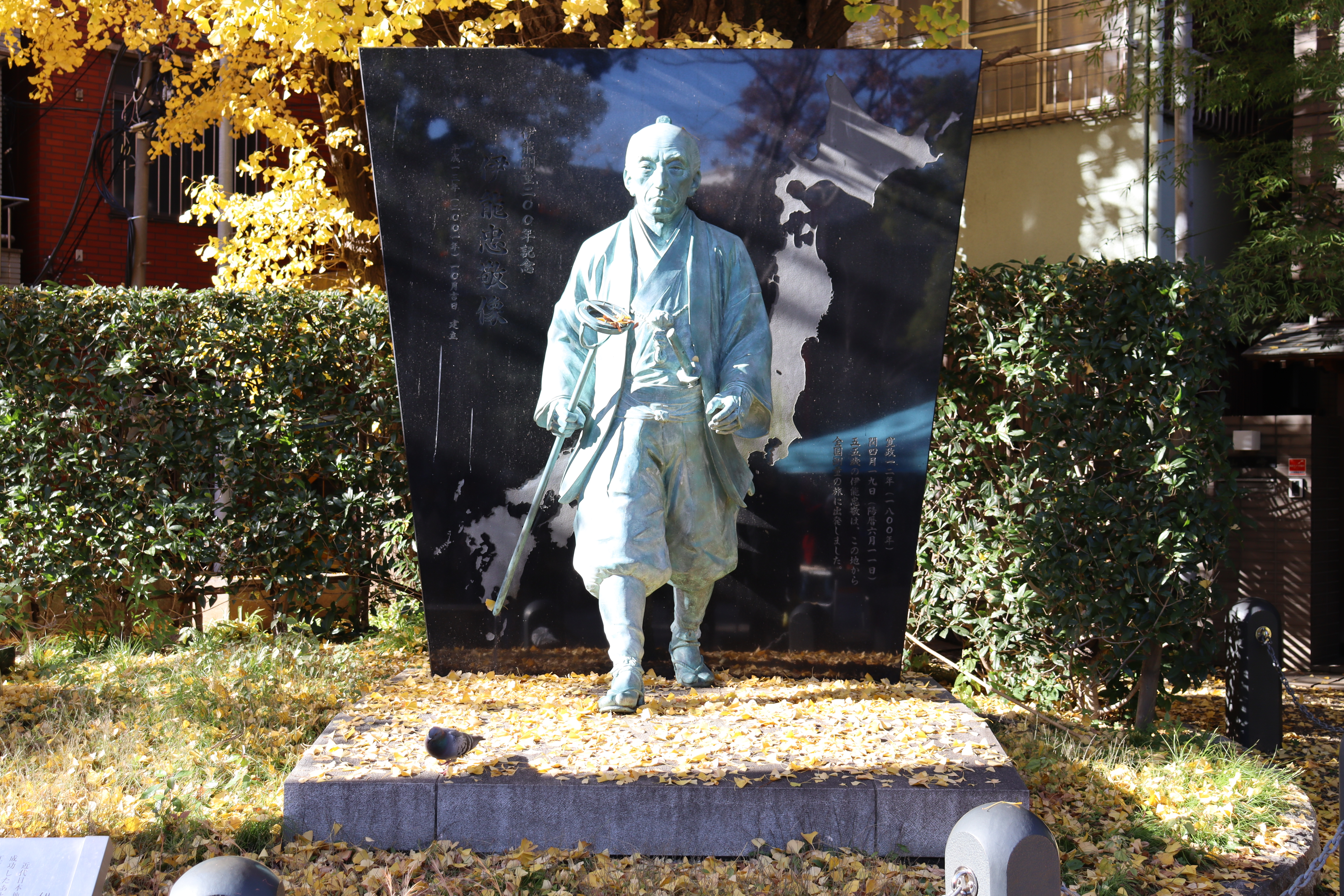
Pomnik Tadataki Inō, mierniczego i kartografa